# Mutisieae
Mutisieae es una tribu  perteneciente a la familia Asteraceae, subfamilia Mutisioideae. En la clasificación tradicional de la Mutisieae son un gran grupo con más de 80 géneros dentro de la subfamilia Cichorioideae, la moderna clasificación filogenética la ha rediseñado y cambiando las proporciones, con solo 13 géneros dentro de la subfamilia Mutisioideae.

## Descripción
Las géneros de la tribu se caracterizan por las corolas de colores brillantes, con las lígulas  radiales con corolas generalmente bilabiadas y disco de flóculos bilabiados o tubulares, profundamente lobuladas.

## Distribución
La tribu se distribuye principalmente en América del Sur, pero algunas especies también se encuentran en América del Norte, Asia, África, y una especie ( Trichocline spathulata ) en Australia. Algunos géneros ( Gerbera, Trichocline y Adenocaulon ) tienen un área casi cosmopolita (ausente solo en Europa ), otras son endémicas de áreas restringidas, como el tipo Perdicium (2 especies), endémica de África del Sur, o el tipo Lulia ( 1 especie), restringida a Brasil en América del Sur.

## Géneros

### Mutisieaesensu stricto
Comprende 13 géneros con 250 especies.
| - Adenocaulon Hook. (5 spp.) - Brachyclados Gillies ex D.Don (3 spp.) - Chaetanthera Ruiz & Pav. (47 spp.) - Chaptalia Vent. (69 spp.) - Eriachaenium Sch.Bip (1 sp.) - Gerbera L. (40 spp.) | - Leibnitzia Cass. (8 spp.) - Lulia Zardini (1 sp.) - Mutisia L.f. (58 spp.) - Pachylaena D.Don ex Hook. (2 spp.) - Perdicium L. (2 spp.) - Trichocline Cass. (24 spp.) - Uechtritzia Freyn (3 spp.) |

### Mutisieaesensu Cabrera
Comprende 89 géneros y unas 950 especies.
Subtribu Barnadesiinae
- Arnaldoa Cabrera
- Barnadesia Mutis ex L.f.
- Chuquiraga Juss.
- Dasyphyllum Kunth
- Doniophyton Wedd.
- Fulcaldea Poir.
- Huarpea Cabrera
- Schlechtendalia Less.

Subtribu Gochnatiinae
| - Achyrothalamus Hoffmann (=Erythrocephalum) - Actinoseris (Endl.) Cabrera - Ainsliaea DC. - Aphyllocladus Wedd. - Chimantaea Maguire, Steyerm. & Wurdack - Chucoa Cabrera - Cnicothamnus Griseb. - Cyclolepis Gill & D.Don - Diaspananthus Maxim. - Dicoma Cass. - Duseniella K.Schum. - Erythrocephalum Benth. - Gochnatia Knuth in HBK - Gypothamnium Phil. - Hecastocleis A. Gray - Hesperomannia Gray - Hochstetteria DC. (= Dicoma) - Hyalis D.Don ex Hook & Arn. | - Lycoseris Cass. - Macroclinidium Maxim. - Moquinia DC. - Nouelia Franch. - Oldenburgia Less. - Onoseris Willd. - Pasaccardoa Kuntze - Pertya Sch.Bip. - Plazia Ruiz & Pav - Pleiotaxis Steetz - Quelchia N.E.Br. - Stenopadus S. F. Blake - Stifftia J.C.Mikan - Stomatochaeta (S.F.Blake) Maguire & Wurdack - Urmenetea Phil. - Warionia Benth. & Coss. - Wunderlichia Riedel ex Benth. & Hook.f. |

Subtribu Mutisiinae
| - Achnopogon Maguire, Steyermark & Wurdack. - Brachyclados Gillies ex D.Don - Cardonaea Aristeg. (= Gongylolepis) - Catamixis Thompson - Chaetanthera Ruiz & Pav - Chaptalia Vent. - Dinoseris Griseb. (= Hyaloseris) - Duidaea S.F.Blake - Eurydochus Maguire & Wurdack (= Gongylolepis) - Gerbera L. - Glossarion Maguire | - Gongylolepis R.H.Schomb. - Guaicaia Maguire = Glossarion - Hyaloseris Griseb. - Leibnitzia Cass. - Mutisia Less. - Myripnois Bunge - Neblinaea Maguire & Wurdack - Pachylaena D.Don ex Hook. - Perdicium L. - Piloselloides (Less.) C.Jeffrey ex Cufod. - Trichocline Cass. - Uechtritzia Freyn |

Subtribu Nassauviinae
| - Acourtia D.Don - Ameghinoa Speg. - Calopappus Meyen = Nassauvia - Cephalopappus Nees & Mart. - Dolichlasium Lag. - Holocheilus Cass. - Jungia L. f. - Leucheria Lag. - Leunisia Phil. - Lophopappus Rusby - Macrachaenium Hook f. | - Marticorenia Crisci - Moscharia Ruiz & Pav. - Nassauvia Comm. ex Juss. - Oxyphyllum Phil. - Panphalea Lag. - Perezia Lag. - Pleocarphus D.Don: - Polyachyrus Lag. - Proustia Lag. - Triptilion Ruiz & Pav. - Trixis P.Br. |